# Eric Babson
Eric Kendall Babson (* 1966) ist ein US-amerikanischer Mathematiker.
Babson wurde 1993 bei Robert MacPherson am Massachusetts Institute of Technology promoviert (A combinatorial flag space). Als Student war er ab 1988 Graduate Fellow der National Science Foundation. 1996/97 war er am MSRI, 1997/98 war er am Institute for Advanced Study und 1992 und 2005 am Mittag-Leffler-Institut. Er war Professor an der University of Washington und ist seit 2006 Professor an der University of California, Davis.
Babson befasst sich mit Topologischer Kombinatorik, algebraischer Kombinatorik, Darstellungen von Weg-Algebren (path algebras), Topologie von zufälligen simplizialen Komplexen. und Prä-Garben auf endlichen Kategorien als Verallgemeinerung von Graphen. Außerdem befasst er sich mit komplexen dynamischen Systemen in der Biologie.
Er arbeitete viel mit Dmitry Feichtner-Kozlov (Dmitry Kozlov) zusammen, unter anderem beim Beweis einer Vermutung von Laszlo Lovasz für topologische Obstruktionen für Graphenfärbungen.

## Schriften (Auswahl)
Außer den in den Einzelnachweisen zitierten Arbeiten:
- mit Anders Björner, Svante Linusson, John Shareshian, Volkmar Welker: Complexes of not i-connected graphs, Topology, Band 38, 1999, S. 271–299, Arxiv
- mit P. Gunnells, R. Scott: Geometry of the tetrahedron space, Adv. in Math, Band 204, 2006, S. 176–203, Arxiv
- Reconstructing Metric Trees from Order Information on Triples is NP Complete,  Arxiv 2006